# McMaster University

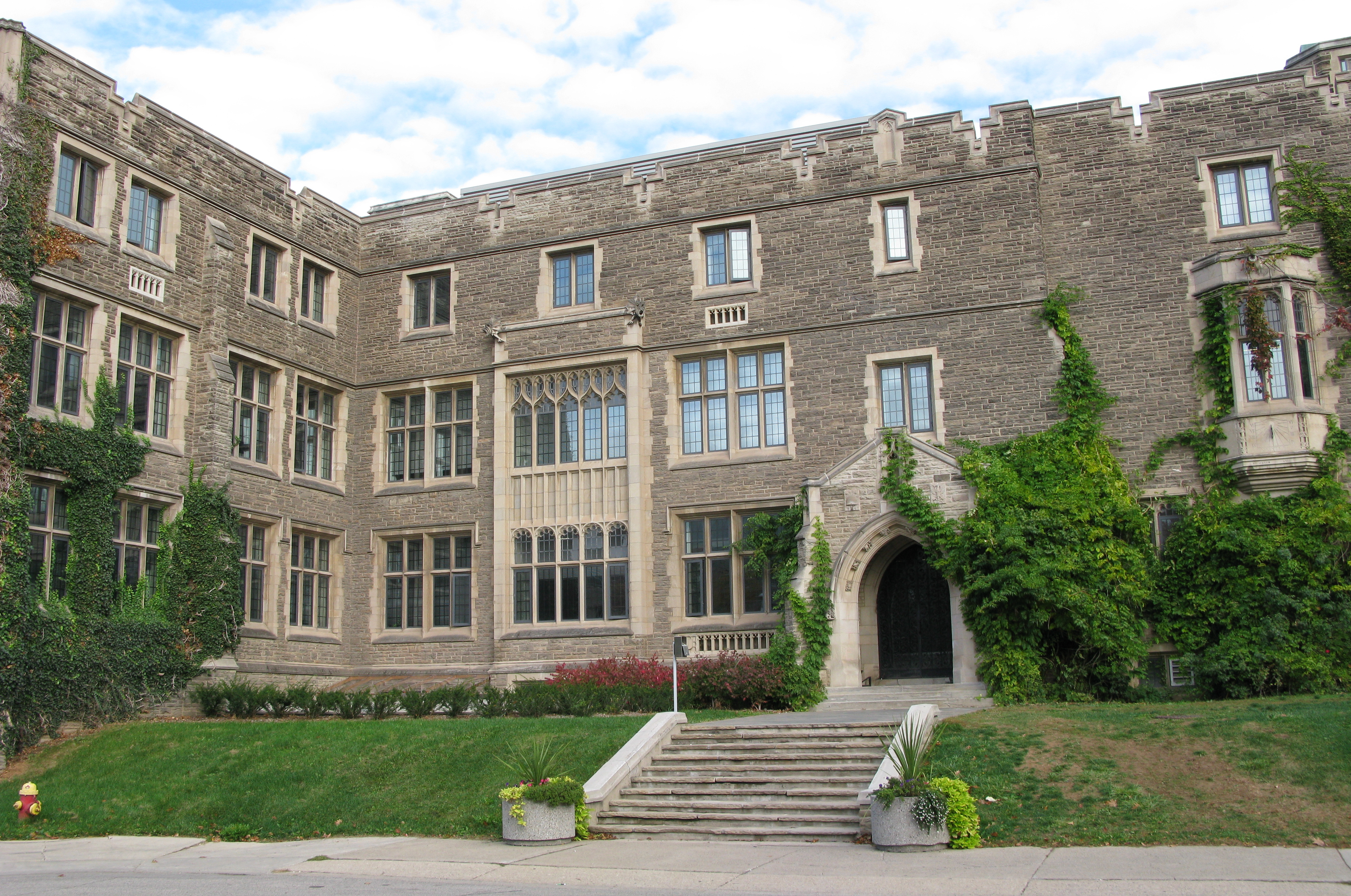
Hamilton Hall, Fachbereiche Mathematik und Statistik

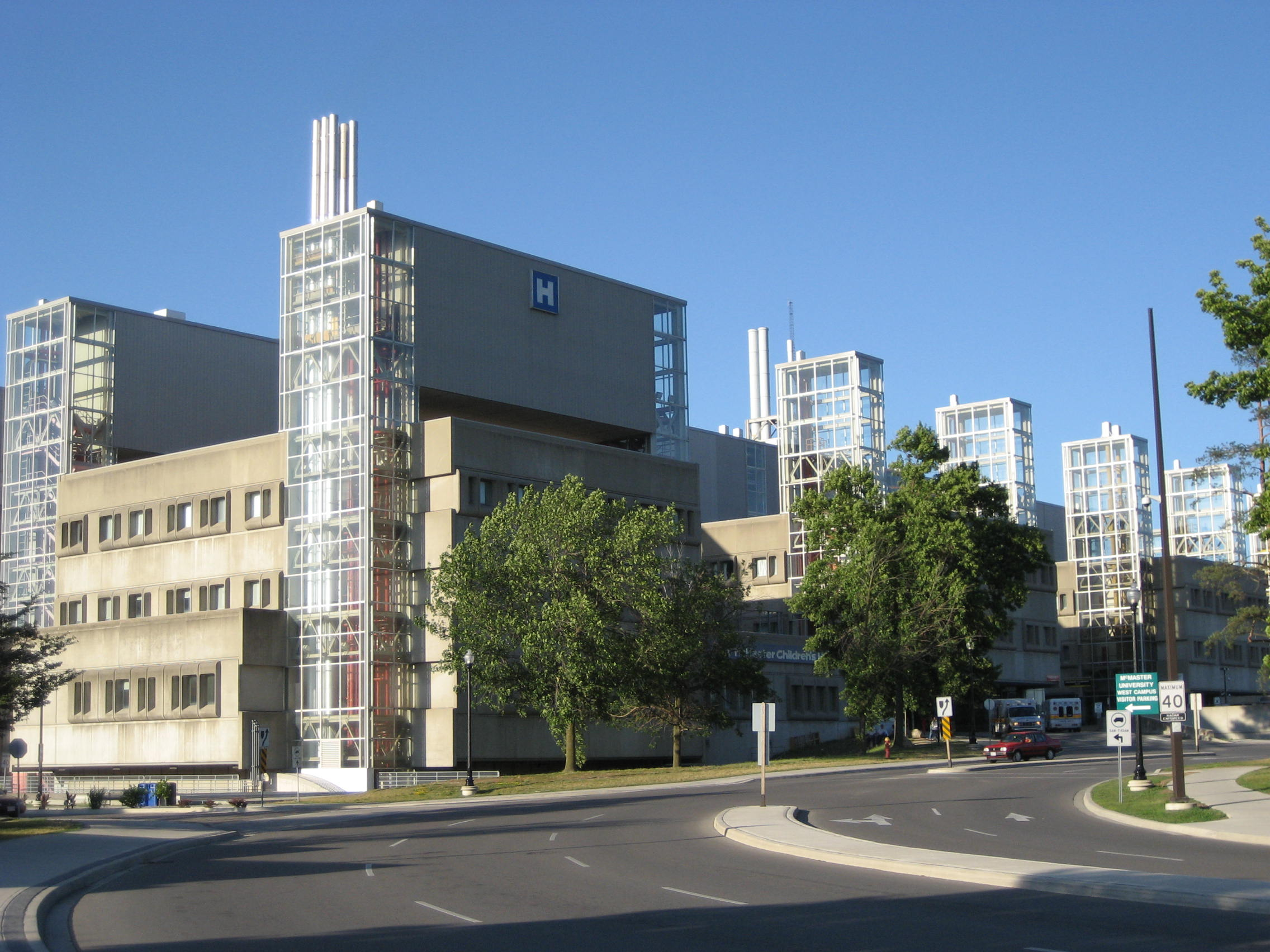
Universitätsgebäude für Medizin

Die McMaster University ist eine mittelgroße staatliche Universität in Hamilton, Kanada.
McMaster entstand aus einem Baptisten-Kolleg in Toronto und wurde nach William McMaster benannt, der erheblich zur Finanzierung des Kollegs beitrug. Der Campus erstreckt sich über 1,2 km² im Quartier Westdale neben Hamiltons Königlichen Botanischen Gärten. Zur Universität gehört mit dem McMaster Museum of Art ein eigenes Kunstmuseum. Die Universität ist Sitz des Canadian Research Data Center Networks.

## Fachbereiche
McMaster (oder „Mac“) ist in sechs Fakultäten gegliedert:
- Naturwissenschaften
- Medizin
- Technik
- Geisteswissenschaften
- Sozialwissenschaften
- Wirtschaftswissenschaft

## Persönlichkeiten
Viele Absolventen sind erfolgreiche Schauspieler, darunter Martin Short, Eugene Levy, Ivan Reitman und Tihomir Orešković. Es gibt seit langem eine Debatte, ob der Film Animal House durch Reitmans Aufenthalt im dortigen Studentenwohnheim Whidden Hall während der Studentenunruhen in den 1960er Jahren inspiriert wurde.
Anfang der 1990er Jahre entstand in der Gruppe um David Sackett an der McMaster University, Department of Clinical Epidemiology and Biostatistics, die Evidenzbasierte Medizin.
Bertram Brockhouse, 1994 Nobelpreisträger für Physik, hat hier geforscht, und der spätere Schriftsteller Matt Cohen in den späten 1960er Jahren hier gelehrt.
Seit 2004 lehrt hier unter anderen Henry Giroux.

## Beurteilung
McMaster gilt nach der Einstufung des Times Higher Education Supplement als eine der besten hundert Universitäten weltweit; ein Ranking der Jiaotong-Universität in Shanghai setzte sie weltweit an 80. und in Kanada an die 3. Stelle.

## Zahlen zu den Studierenden
Von den 36.450 Studenten des Studienjahrens 2019/2020 strebten 31.533 ihren ersten Studienabschluss an, sie waren also undergraduates. 4.917 arbeiteten auf einen weiteren Abschluss hin, sie waren postgraduates. 195.000 Menschen sind ehemalige Studenten der Universität (alumni). Im Jahr 2010 hatten sich 22.852 Studenten in Bachelorstudiengänge und 3.588 Masterstudenten immatrikuliert.

## Sport
Die McMaster Marauders treten in verschiedenen Sportarten in den Ligen der Ontario University Athletics innerhalb der Canadian Interuniversity Sport an.